# Relazioni bilaterali tra Armenia e Italia
Le relazioni bilaterali tra Armenia e Italia si riferiscono alle relazioni diplomatiche tra Italia e Armenia. L'Italia ha un'ambasciata a Erevan e l'Armenia ha un'ambasciata a Roma.

## Storia
I popoli che hanno abitato la penisola italiana e l'Armenia hanno un rapporto di lunga data sin dall'antichità, quando la civiltà etrusca cercò di commerciare con gli armeni nel Regno di Urartu. Questo fu successivamente ampliato quando l'Impero romano iniziò ad espandersi e riuscì a conquistare l'Armenia, convertendola in una provincia. Mentre gli armeni cercavano di combattere e sopravvivere alla dominazione romana, gli scambi culturali tra i due aumentarono e furono rafforzati ulteriormente da elementi comuni, che alla fine arricchirono il ricco rapporto tra Roma e l'Armenia.
L'Armenia è stata la prima nazione cristiana sulla terra, mentre l'Italia è la casa della Santa Sede, il luogo più sacro della cristianità dopo Gerusalemme. Pertanto, i rapporti tra Armenia e Italia sono connessi da antichi legami cristiani fino anche ai giorni nostri.

### Genocidio armeno
Il Regno d'Italia ha aderito alla prima guerra mondiale nel 1915 ed è stata una delle prime nazioni a condannare il genocidio armeno da parte dell'Impero ottomano. Il console italiano Giacomo Gorrini aveva apertamente denunciato le atrocità degli ottomani. A causa dei suoi sforzi per prevenire il genocidio e il suo successivo sostegno alla lotta armena, è stato onorato in Armenia.
Il Genocidio del popolo armeno è stato riconosciuto in due diverse occasioni dalla Camera dei deputati. La Camera nel 2000 ha riconosciuto il genocidio armeno per la prima volta. Tale riconoscimento è stato ulteriormente rafforzato nel 2019, quando la Camera dei Deputati italiana ha adottato un'iniziativa che invitava il governo italiano a riconoscere il genocidio armeno e dare alla questione una dimensione internazionale.
L'iter legislativo non è stato completato dal Senato della Repubblica.

## Relazioni odierne
Immediatamente dopo il crollo dell'Unione Sovietica, l'Italia è stata una delle prime nazioni a riconoscere l'indipendenza dell'Armenia. Quando scoppiò la prima guerra del Nagorno Karabakh, l'Italia è nota per essere stata la prima a presiedere il Gruppo OSCE di Minsk per agire su una soluzione pacifica del conflitto del Nagorno Karabakh. Il Presidente Carlo Azeglio Ciampi, nel 2005, ha ricordato che i tentativi del Gruppo di Minsk dell'OSCE non avevano ancora prodotto alcun risultato e dichiarò che avrebbe fatto del suo meglio per rafforzare l'attività del Gruppo di Minsk.

### Commerci
Il fatturato commerciale dell'Armenia con l'Italia è in costante aumento. Nel 2018 comprendeva 232,48 milioni di dollari, in aumento del 15,5% rispetto al 2017 (201,3 milioni di dollari); l'export dall'Armenia verso l'Italia è stato pari a 49,88 milioni di USD, e l'aumento è stato del 15,2% rispetto al 2017 (43,28 milioni di USD).

## Missioni Diplomatiche e Rappresentanze onorarie
Armenia
- Roma (ambasciata)

Italia
- Erevan (ambasciata)